# VEGFD
VEGFD (англ. Vascular endothelial growth factor D) – білок, який кодується однойменним геном, розташованим у людей на X-хромосомі. Довжина поліпептидного ланцюга білка становить 354 амінокислот, а молекулярна маса — 40 444.
| 10         |  | 20         |  | 30         |  | 40         |  | 50         |
| ---------- |  | ---------- |  | ---------- |  | ---------- |  | ---------- |
| MYREWVVVNV |  | FMMLYVQLVQ |  | GSSNEHGPVK |  | RSSQSTLERS |  | EQQIRAASSL |
| EELLRITHSE |  | DWKLWRCRLR |  | LKSFTSMDSR |  | SASHRSTRFA |  | ATFYDIETLK |
| VIDEEWQRTQ |  | CSPRETCVEV |  | ASELGKSTNT |  | FFKPPCVNVF |  | RCGGCCNEES |
| LICMNTSTSY |  | ISKQLFEISV |  | PLTSVPELVP |  | VKVANHTGCK |  | CLPTAPRHPY |
| SIIRRSIQIP |  | EEDRCSHSKK |  | LCPIDMLWDS |  | NKCKCVLQEE |  | NPLAGTEDHS |
| HLQEPALCGP |  | HMMFDEDRCE |  | CVCKTPCPKD |  | LIQHPKNCSC |  | FECKESLETC |
| CQKHKLFHPD |  | TCSCEDRCPF |  | HTRPCASGKT |  | ACAKHCRFPK |  | EKRAAQGPHS |
| RKNP       |  |            |  |            |  |            |  |            |

A: Аланін

C: Цистеїн

D: Аспарагінова кислота

E: Глутамінова кислота

F: Фенілаланін

G: Гліцин

H: Гістидин

I: Ізолейцин

K: Лізин

L: Лейцин

M: Метіонін

N: Аспарагін

P: Пролін

Q: Глутамін

R: Аргінін

S: Серин

T: Треонін

V: Валін

W: Триптофан

Кодований геном білок за функціями належить до факторів росту, мітогенів, білків розвитку. 
Задіяний у таких біологічних процесах, як ангіогенез, диференціація клітин. 
Секретований назовні.